# Brentisentis uncinus
Brentisentis uncinus is een soort in de taxonomische indeling van de Acanthocephala (haakwormen). De worm wordt meestal 1 tot 2 cm lang. Ze komen algemeen voor in het maag-darmstelsel van ongewervelden, vissen, amfibieën, vogels en zoogdieren.
De haakworm komt uit het geslacht Brentisentis en behoort tot de familie Illiosentidae. Brentisentis uncinus werd in 1982 beschreven door Leotta, G. D. Schmidt & Kuntz.